# 塞图巴尔
塞图巴尔（葡萄牙語：Setúbal）是位于葡萄牙西南部大西洋沿岸的一个市，位于萨杜河口湾北岸、里斯本东南32公里，人口123496（2021年）。因与里斯本邻近，而拥有巨大的经济、贸易价值，港口、军工业在该市地位重要。

## 歷史
這城市位處葡萄牙的西南面沿海地區，昔日是一個漁村，也曾是葡萄牙的工業城市，以陶瓷、制盐、沙丁鱼罐头、葡萄酒、软木加工为主。至近年才改建成旅遊城市，興建了大量的渡假旅館。
古老建筑几乎全毁于1755年地震。但附近尚有罗马时代古城遗迹。
塞圖巴爾同時也是葡萄牙第三大港口。

## 景点
- 萨多海湾自然保护区
  - 擁有鹭、火烈鸟、鹳以至海豚，同時有松林、盐场和稻田。
- 耶稣教堂
  - 是曼努埃尔风格的早期建筑物。其华丽的柱子用的是阿拉比达山带螺旋花纹的大理石。教堂的回廊现已改为市博物馆，收藏有15世纪和16世纪的葡萄牙绘画、弗朗德勒挂毯和绘画、17世纪的首饰和在塞图巴尔市郊发现的出土文物。

## 友好城市
- 法國 博韦

## 外部連結
- 塞圖巴爾市網站 （页面存档备份，存于）